# 肯皮采
肯皮采（波蘭語：Kępice，發音：[kɛmˈpʲit͡sɛ]）是波蘭濱海省的城鎮，位於該國西北部，距離斯瓦夫諾20公里，面積6.11平方公里，海拔高度74米，2006年人口3,829。
54°15′N 16°52′E / 54.250°N 16.867°E